# Contea di Yanggu
La contea di Yanggu (Yanggu-gun; 양구군; 楊口郡) è una delle suddivisioni della provincia sudcoreana del Gangwon.

## Geografia fisicaografia fisica
La contea di Yanggu è considerata il centro geografico della penisola coreana (calcolato prendendo in considerazione anche le isole). Confina a nord con la Corea del Nord, trovandosi lungo la linea di demarcazione tra i due Paesi; confina invece a ovest con le contee di Hwacheon e Cheorwon, a sud-ovest con la conta di Chuncheon e a est con la contea di Inje.

## Storia
Data la sua posizione, la parte settentrionale della contea è stata attraversata dal fronte bellico per gran parte della guerra di Corea e il suo territorio è stato il terreno di numerose battaglie e scontri bellici.

### Simboli
La bandiera della contea di Yanggu raffigura una goccia di acqua e due foglie verdi, simbolo della terra, indicando la speranza di un futuro luminoso per la contea.
La mascotte della contea è invece un personaggio disegnato prendendo ispirazione dalla centella asiatica, che simboleggia una bellezza pura e pulita e indica a sua volta la collaborazione tra le istituzioni e i residenti.
Tra gli altri simboli della contea, vi sono:
- Tasso comune: pianta sempreverde scelta per rappresentare lo spirito di unione dei residenti;
- Usignolo: il suo canto simboleggia la pace tra i residenti;
- Fiore di albicocco: simboleggia l'unità di intenti e la pace tra i residenti;
- Capra: simboleggia la passione e la laboriosità dei residenti.

## Monumenti e luoghi di interesse

### Architetture civili
Tra le principali attrazioni turistiche della contea di Yanggu vi sono numerosi luoghi legati alle vicende della guerra di Corea.
La Yanggu Unification Hall è situata nella Civilian Control Zone, a Haean-myeon. Aperta nel 1996, fu concepita come centro educativo sui temi legati alla riunificazione della penisola coreana, per sensibilizzare la popolazione e preparare il terreno per la futura riunificazione. Al suo interno si trovano esposizioni che, attraverso oggetti e fotografie, mostrano la vita in Corea del Nord, nonché un mercato agricolo in cui è possibile acquistare prodotti nordcoreani.
Il War Memorial Museum di Yanggu mostra una panoramica delle nove battaglie che sono state combattute nel territorio di Yanggu. È al contempo un luogo di commemorazione dei soldati caduti (circa 20.000 nella regione di Yanggu) e uno spazio di apprendimento sulla storia della Corea.
La Eulji Observatory Tower, situato 1049 metri sul livello del mare, è stata un campo di battaglia durante la guerra di Corea. Grazie alla sua altitudine, nonché alla sua vicinanza alla DMZ (circa un chilometro), da questo punto è possibile vedere le fattorie e i checkpoint all'interno del territorio della Corea del Nord e, nelle giornate serene, in lontananza è possibile vedere anche il monte Kumgang.
La contea ospita un osservatorio astronomico chiamato Center of Korea Observatory. Aperto nel 2007, all'interno del centro è possibile visitare esposizioni pensate come strumento di studio per diffondere il sapere astronomico, nonché partecipare a osservazioni del cielo notturno.
Tra i musei figurano:
- White Porcelain Museum, che ospita una collezione di porcellane della tradizione del periodo Joseon;[8]
- Park Soo Keun Museum, dove sono esposti i lavori dell'artista Park Su-geun;[9]
- Museo di storia moderna di Yanggu, aperto nel 2014 e incentrato sulla storia moderna e contemporanea coreana.[10]

### Altro
Il bacino Punch Bowl è un bacino situato a un'altitudine di 400-500 metri sul livello del mare, il cui nome, conferitogli da reporter americani, deriva dalla sua forma somigliante a una ciotola. All'interno del bacino si trova inoltre un villaggio abitato da circa 1700 persone, che rappresenta l'unico centro abitato all'interno della Civilian Access Control Line. Durante la guerra di Corea fu il terreno di diverse battaglie. Il bacino è percorso da diversi sentieri di diverse lunghezze.
Il Quarto Tunnel Sotterraneo fu scavato dalle truppe nordcoreane per bypassare la linea che demarca la zona demilitarizzata tra i due Paesi. Fu scoperto nel 1990 ed è l'unico tunnel sotterraneo aperto al pubblico, con la possibilità di partecipare a visite guidate in gruppo. È, come indica il nome, il quarto tunnel ad essere stato scoperto, dopo che i primi tre erano stati trovati più ad ovest lungo il confine.
Altri luoghi di interesse sono:
- Paroho Flower Island, dove è possibile ammirare numerosi fiori e specie vegetali in ogni stagione dell'anno;[13]
- Yanggu Arboretum, che ospita oltre 1000 specie diverse di alberi e piante.[14]

## Società

### Evoluzione demografica
Conta una popolazione di poco superiore ai 20 000 abitanti, concentrati soprattutto nel capoluogo.

## Geografia antropica

### Suddivisioni amministrative
La contea di Yanggu è divisa in cinque divisioni amministrative, di cui quattro myeon e un eup. Il capoluogo è sede dei principali uffici amministrativi.
| Divisione amministrativa | Popolazione |
| Yanggu-eup               | 14 798      |
| Haean-myeon              | 1 342       |
| Bangsan-myeon            | 1 403       |
| Dong-myeon               | 2 213       |
| Nam-myeon                | 3 429       |

## Economia
Trattandosi di un'area rurale e montuosa, l'economia della contea di Yanggu è prevalentemente agricola.
Una parte importante per l'economia della contea è rivestita anche dal turismo, in particolar modo legato ai luoghi e alle vicende della guerra di Corea.

## Amministrazione

### Gemellaggi
La città di Yanggu è gemellata con:
- Chizu
- Jianli
- Saint-Mandé